# عبدالله شوشتری
عبدالله شوشتری (درگذشت: ۹۹۷ ق) از علمای ساکن مشهد در نیمه دوم قرن دهم هجری بود.

## زندگی‌نامه
ملا عبدالله شوشتری فرزند محمود شوشتری پس از طی تحصیلات در شوشتر و عتبات راهی مشهد شد و تا اواخر زندگی در این شهر مقدس مقام شیخ الاسلامی را داشت. با هجوم ازبک‌ها به مشهد وی برای مناظره با آنها راهی ماوراء النهر شد.

## کشته شدن
در سال۹۹۷ ق در میدان بزرگ شهر بخارا مناظره‌ای بین علمای عامه با عبدالله شوشتری به پا شد و وی همه را شکست داد. آنان که در برابر مردم خجل از شکست خود بودند به وی حمله کرده و او را کشتند. سپس گفتند وی کافر است و بدنش را سوزانده و خاکسترش را بر باد دادند. از شوشتری به شهید بخارا یاد می‌شود.

## عدم اشتباه
یکی از عالمان هم عصر و هم نام عبدالله شوشتری به نام مولانا عبدالله شوشتری متوفای ۱۰۲۱ق فرزند حسین شوشتری است که نباید وی را با عبدالله شوشتری، مدرس مدرسه ملا عبدالله یکی دانست.

## آثار
- الاربعین فی فضایل امیرالمومنین
- رساله‌ای در امامت
- حواشی بر کشاف زمخشری.